# Melvin Bard
Pour les articles homonymes, voir Bard.
Melvin Bard, né le 6 novembre 2000 à Écully (Rhône), est un footballeur français qui évolue au poste d'arrière gauche à l'OGC Nice.

## Biographie

### En club

#### Olympique lyonnais
Melvin Bard rejoint l'Olympique lyonnais lors de la saison 2016-2017 en provenance du club de l'ouest lyonnais du Domtac FC. Après avoir évolué dans les équipes de jeunes du club, il signe le 13 août 2019 son premier contrat professionnel d'une durée de deux ans .
Le footballeur fait ses débuts professionnels le 6 décembre 2019, en entrant à la mi-temps d'un match de championnat contre Nîmes qui verra son équipe l'emporter largement (0-4).
Aux côtés de joueurs prometteurs comme Rayan Cherki, Maxence Caqueret ou Amine Gouiri, il intègre de manière régulière le groupe professionnel lors de la saison 2019-20.
Remarqué notamment pour ses performances en match amicaux de pré-saison à l'été 2020, Melvin Bard est courtisé par plusieurs grands clubs, tels que le Bayern Munich. Le 16 septembre 2020, il décide finalement de prolonger pour deux saisons avec son club formateur, le liant jusqu’en juin 2024 avec l'OL.
Mais alors que le joueur fait un début de saison prometteur, où il enchaine les titularisation et les entrées en jeu au poste d'arrière ou piston gauche, il voit sa progression freinée par l'affirmation de Maxwel Cornet à son poste, dans un OL premier de Ligue 1 après la phase aller, où la concurrence est élevée — l'international italien Mattia De Sciglio occupant également régulièrement le côté gauche de la défense. En parallèle, Melvin Bard avait également récupéré le brassard de capitaine en équipe réserve au mois d'août, avant d'intégrer définitivement l'effectif professionnel.

#### OGC Nice
Le 31 juillet 2021, Melvin Bard s'engage avec l'OGC Nice pour un montant de 3 millions d'euros. Début septembre 2024, il prolonge son contrat jusqu'en 2028.

### En sélection
International avec les sélections de jeunes à partir des moins de 18 ans, il est sélectionné une première fois en équipe de France espoirs le 4 septembre 2020.
Le 2 juillet 2021, l'athlète est retenu dans la liste des vingt et un joueurs Français sélectionnés par Sylvain Ripoll pour disputer les Jeux olympiques d'été de 2020 qui se déroulent à l'été 2021 au Japon. Il joue son premier match en équipe de France olympique le 16 juillet, remplaçant Florian Thauvin à la 79e minute d'un match amical contre l'équipe de Corée du Sud : alors qu'ils sont menés 1-0 à son entrée, les Français remportent finalement la rencontre 2-1.

## Statistiques détaillées

### Parcours amateur
| Saison                | Club                    | Championnat           | Championnat | Championnat | Coupe(s) nationale(s) | Coupe(s) nationale(s) | Compétition(s) continentale(s) | Compétition(s) continentale(s) | Compétition(s) continentale(s) | Total | Total |
| Saison                | Club                    | Division              | M.          | B.          | M.                    | B.                    | Comp.                          | M.                             | B.                             | M.    | B.    |
| 2017-2018             | Olympique lyonnais rés. | National 2            | 8           | 0           | -                     | -                     | -                              | -                              | -                              | 8     | 0     |
| 2018-2019             | Olympique lyonnais rés. | National 2            | 12          | 1           | -                     | -                     | UYL                            | 9                              | 0                              | 21    | 1     |
| 2019-2020             | Olympique lyonnais rés. | National 2            | 13          | 0           | -                     | -                     | UYL                            | 6                              | 0                              | 19    | 0     |
| 2020-2021             | Olympique lyonnais rés. | National 2            | 1           | 0           | -                     | -                     | UYL                            | -                              | -                              | 1     | 0     |
| Total sur la carrière | Total sur la carrière   | Total sur la carrière | 34          | 1           | -                     | -                     | -                              | 15                             | 0                              | 49    | 1     |

### Parcours professionnel
| Saison                | Club                  | Championnat           | Championnat | Championnat | Championnat | Coupe(s) nationale(s) | Coupe(s) nationale(s) | Coupe(s) nationale(s) | Compétition(s) continentale(s) | Compétition(s) continentale(s) | Compétition(s) continentale(s) | Compétition(s) continentale(s) | Total | Total | Total |
| Saison                | Club                  | Division              | M.          | B.          | P.d.        | M.                    | B.                    | P.d.                  | Comp.                          | M.                             | B.                             | P.d.                           | M.    | B.    | P.d.  |
| 2019-2020             | Olympique lyonnais    | Ligue 1               | 1           | 0           | 0           | -                     | -                     | -                     | C1                             | -                              | -                              | -                              | 1     | 0     | 0     |
| 2020-2021             | Olympique lyonnais    | Ligue 1               | 14          | 0           | 0           | 4                     | 0                     | 0                     | -                              | -                              | -                              | -                              | 18    | 0     | 0     |
| Sous-total            | Sous-total            | Sous-total            | 15          | 0           | 0           | 4                     | 0                     | 0                     | -                              | -                              | -                              | -                              | 19    | 0     | 0     |
| 2021-2022             | OGC Nice              | Ligue 1               | 33          | 2           | 2           | 4                     | 0                     | 0                     | -                              | -                              | -                              | -                              | 37    | 2     | 2     |
| 2022-2023             | OGC Nice              | Ligue 1               | 33          | 0           | 0           | 1                     | 0                     | 0                     | C4                             | 10                             | 0                              | 0                              | 44    | 0     | 0     |
| 2023-2024             | OGC Nice              | Ligue 1               | 32          | 1           | 2           | 2                     | 0                     | 0                     | -                              | -                              | -                              | -                              | 34    | 1     | 2     |
| 2024-2025             | OGC Nice              | Ligue 1               | 23          | 2           | 1           | 3                     | 0                     | 0                     | C3                             | 5                              | 0                              | 0                              | 31    | 2     | 1     |
| 2025-2026             | OGC Nice              | Ligue 1               | 1           | 0           | 0           | -                     | -                     | -                     | C1                             | 2                              | 0                              | 0                              | 3     | 0     | 0     |
| Sous-total            | Sous-total            | Sous-total            | 122         | 5           | 5           | 10                    | 0                     | 0                     | -                              | 17                             | 0                              | 0                              | 149   | 5     | 5     |
| Total sur la carrière | Total sur la carrière | Total sur la carrière | 137         | 5           | 5           | 14                    | 0                     | 0                     | -                              | 17                             | 0                              | 0                              | 168   | 5     | 5     |

## Palmarès
Il est finaliste de la Coupe de France en 2022 avec l'OGC Nice.